# Église Notre-Dame-de-Laval de Peyrusse-le-Roc
Ne doit pas être confondu avec église Notre-Dame de Laval.
L'église Notre-Dame-de-Laval est une église située en France sur la commune de Peyrusse-le-Roc, dans le département de l'Aveyron en région Occitanie.
Elle fait l'objet d'un classement au titre des monuments historiques depuis 1995.

## Localisation
L'église est située sur la commune de Peyrusse-le-Roc, dans le département français de l'Aveyron.

## Historique
L'édifice est classé au titre des monuments historiques en 1995.